# قاعدة رمادة الجوية
قاعدة رمادة الجوية (بالفرنسية: Base Aérienne de Remada) هو مطار عسكري تونسي يقع في الجنوب التونسي في مدينة رمادة في ولاية تطاوين.

لا يوجد له رمز إياتا و رمز الإيكاو هو DTTD.

## مقالات ذات صلة
- قائمة مطارات تونس

## روابط خارجية
- مطار البرمة على موقع خرائط غوغل.